# Иуда Кириак
Иуда Кириак (Квириак; греч. Κυριακός, лат. Quiriacus, Cyriacus) — упоминаемый в апокрифической литературе житель Иерусалима, оказавший помощь императрице Елене в поисках Животворящего Креста.

## Предание об обретении Креста
Согласно «Золотой легенде», Иуда был одним из еврейских мудрецов, среди предков которого (братьев его отца) были первомученик Стефан и Никодим, тайный ученик Христа. Узнав от отца, где находится Крест, Иуда на совете старейшин заявил, что обнаружение Креста разрушит их религию и лишит иудеев превосходства над христианами. Тогда евреи запретили ему сообщать императрице о месте нахождения реликвии, но после того, как Елена пригрозила сжечь их живьём, Иуда был ей выдан. Елена бросила его в высохший колодец и продержала там семь дней, после чего «он, придя в одно место, возвысил голос свой и молился, чтобы ему ниспослано было знамение. Тотчас же в том месте задвигалась земля, и изошел дым столь изумительной сладости, что, почувствовав его, Иуда ударил в ладоши от радости и воскликнул: «Воистину, Иисус Христос, ты спаситель мира!» .
Эта история об Иуде основана на сообщении Созомена о сведущем иудее, жившем на Востоке, и может являться частью официальной легенды об обретении Креста, только в новом ракурсе, созданном Яковом Ворагинским. О привлечении местных жителей к поискам Креста писали также Руфин, Паулин Ноланский и Сульпиций Север. Однако позднее, в VII веке, Иоанн Никийский сообщал, что Крест для Елены нашёл некий Аблавиус, «ревностный христианин, один из самых именитых людей [империи]» .

## Мученичество Кириака
Также в «Золотой легенде» указано, что Иуда после обретения Креста принял крещение под именем Квириака (Quiriacus — используемая в книге латинизированная форма имени Кириак, др.-греч. Κυριακός, что означает «принадлежащий Господу»). Став вскоре епископом Иерусалима, он принял мученическую смерть во времена императора Юлиана Отступника (такой же рассказ приводится у церковных историков Созомена и Григория Турского). Однако сведения о нём как об иерусалимском епископе не подтверждаются историками. По предположению болландиста Даниэля Папербоха Кириак можен быть отождествлён с епископом Иудой (II век), упоминаемом в «Церковной истории» и «Хронике» Евсевия Кесарийского.

## Почитание
Иуда Кириак почитается как священномученик. Память в Православной церкви совершается 28 октября (по юлианскому календарю) в Католической церкви 1 и 4 мая.
Центром почитания святого Кириака на Западе является город Анкона, где в городском соборе находятся его мощи и чьим покровителем он считается. По преданию, они были принесены из Иерусалима для построенного в Анконе Галлой Плацидией храма. С XVII века итальянские исследователи пытались доказать, что тот Кириак, чьи мощи находятся в Анконе, не был епископом Иерусалимским, а был первым епископом Анконы (однако первый известный епископ города св. Марцеллин жил в V—VI веках).
Первоначально мощи Кириака находились в крипте в мраморном саркофаге. В 1755 году он был вскрыт, и в нём были обнаружены мощи, завёрнутые в шёлковую ткань X века, и монеты XI—XII веков. Мощи были освидетельствованы и помещены в гробницу со съемной панелью для их открытия для верующих в дни праздников. В 1979 году мощи были освидетельствованы вновь с привлечением экспертов, которые установили, что они принадлежат мужчине среднего роста около 65 лет, умершего от сильного удара по правой стороне лица. Также были обнаружены повреждения в виде пореза на шее и следы свинца на нёбе и в трахее. Это было принято как свидетельство в пользу описанного в житии мученичества Кириака.